# De la vie de Fédor Kouzkine
Pour plus de détails, voir Fiche technique et Distribution.
De la vie de Fédor Kouzkine (Из жизни Фёдора Кузькина) est un film soviétique réalisé par Stanislav Rostotski, sorti en 1989,.

## Fiche technique
- Photographie : Vladislav Menchikov
- Musique : Andreï Petrov
- Décors : Sergeï Serebrennikov, Lioudmila Stroganova
- Montage : Valentina Mironova